# Nickelodeon Kids’ Choice Awards 2006

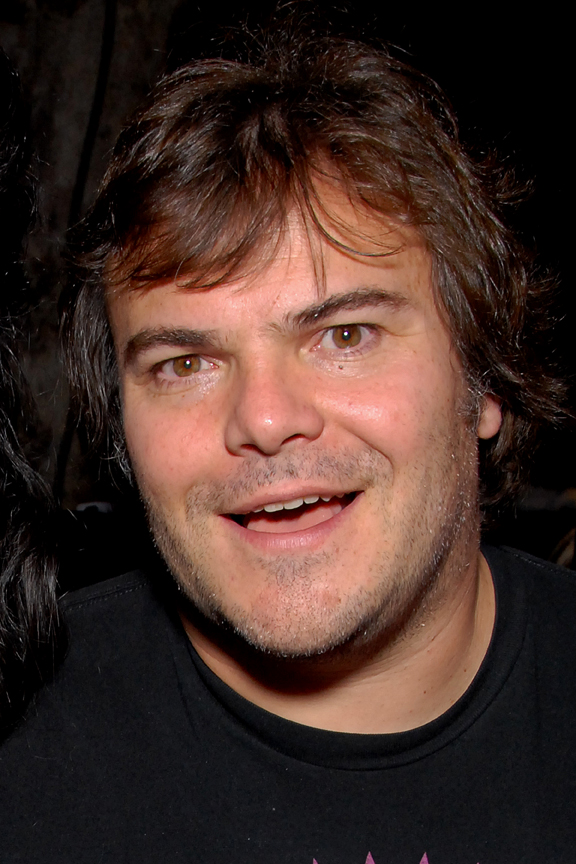
Moderator Jack Black (2011)

Die Nickelodeon Kids’ Choice Awards 2006 (KCA) fanden am 1. April 2006 im Pauley Pavilion auf dem Gelände der University of California in Los Angeles statt. Es war die 19. US-amerikanische Preisverleihung der Blimps. Dies sind orangefarbene, zeppelinförmige Trophäen mit dem Logo des Senders Nickelodeon, die in 16 Kategorien vergeben wurden. Darüber hinaus erhielt Chris Rock den silbernen Wannabe Award und Justin Timberlake den Burp Award, einen Boxgürtel für den besten Rülpser. Der Moderator der Verleihung war Schauspieler Jack Black. Die Vorberichte vom „orangen Teppich“ namens Orange Carpet Pre-Show wurden von JoJo, J. Boogie und Jeff Sutphen, verkleidet als Superheld „Pick Boy“, moderiert.

## Live-Auftritte
Pink sang ihren Song Stupid Girls und Chris Brown den Titel Yo (Excuse Me Miss). Nachdem Bow Wow zunächst den Titel Fresh Azimiz gesungen hatte, präsentierte er mit Chris Brown einen Remix von dessen Lied Run It!.

## Schleimduschen
Zur Belustigung erhalten jedes Jahr einige Prominente eine grüne Schleimdusche. Nickelodeon versteht dies als höchste Würdigung. Diesmal war der Schauspieler Robin Williams an der Reihe, der sich anschließend beim Moderator Jack Black revanchierte. Der Freestyle-Skier Ryan St. Onge sprang mit Skiern in einen Tank, der mit etwa 38.000 Litern Schleim gefüllt war.

## Kategorien
Kinder und Jugendliche konnten ab dem 6. März 2006 über die Internetseiten von Nickelodeon für ihre Kandidaten in 16 Kategorien abstimmen. Darüber hinaus wurde der Burp Award für den besten Rülpser vergeben. Dabei konnte in dieser Kategorie während der Sendung live über nick.com abgestimmt werden. Justin Timberlake, der diese Auszeichnung bereits 2003 erhielt, setzte sich gegen Hugh Jackman durch, der diesen Wettkampf 2004 gewann. Nicht zur Abstimmung stand der silberne Wannabe Award, der Chris Rock verliehen wurde. Dieser Preis wurde von 2001 bis 2008 dem Idol verliehen, das Kinder gerne selbst wären.
Die Gewinner sind fett angegeben.

### Fernsehen
| - Drake & Josh - American Idol - Fear Factor - Raven blickt durch - SpongeBob Schwammkopf - Cosmo & Wanda – Wenn Elfen helfen - Die Simpsons - Jimmy Neutron | - Jamie Lynn Spears – Zoey 101 - Eve – Eve - Jennifer Love Hewitt – Ghost Whisperer – Stimmen aus dem Jenseits - Raven-Symoné – Raven blickt durch - Drake Bell – Drake & Josh - Ashton Kutcher – Die wilden Siebziger - Bernie Mac – The Bernie Mac Show - Romeo – Romeo! |

### Film
| - Harry Potter und der Feuerkelch - Charlie und die Schokoladenfabrik (2005) - Herbie Fully Loaded – Ein toller Käfer startet durch - Sind wir schon da? - Lindsay Lohan – Herbie Fully Loaded – Ein toller Käfer startet durch - Dakota Fanning – Dreamer – Ein Traum wird wahr - Drew Barrymore – Ein Mann für eine Saison - Jessica Alba – Fantastic Four (2005) - Will Smith – Hitch – Der Date Doktor - Ice Cube – Sind wir schon da? - Jim Carrey – Dick und Jane - Johnny Depp – Charlie und die Schokoladenfabrik (2005) | - Madagascar - Himmel und Huhn - Robots - Wallace & Gromit – Auf der Jagd nach dem Riesenkaninchen - Chris Rock – Madagascar als Marty - Ben Stiller – Madagascar als Alex - Johnny Depp – Corpse Bride – Hochzeit mit einer Leiche als Victor Van Dort - Robin Williams – Robots als Fender |

### Musik
| - Green Day - Backstreet Boys - Destiny’s Child - The Black Eyed Peas - Wake Me Up When September Ends – Green Day - 1, 2 Step – Ciara feat. Missy Elliott - Hollaback Girl – Gwen Stefani - We Belong Together – Mariah Carey | - Kelly Clarkson - Alicia Keys - Hilary Duff - Mariah Carey - Jesse McCartney - Bow Wow - Nelly - Will Smith |

### Sport

#### Lieblings-Sportler
- Lance Armstrong
- Alex Rodríguez
- Allen Iverson
- Shaquille O’Neal

### Andere
| - Madagascar: Operation Pinguin - Die Unglaublichen: Der Angriff des Tunnelgräbers – The Incredibles: Rise of the Underminer - Madden NFL 2006 - Mario Superstar Baseball - Harry Potter – Joanne K. Rowling - Der Baum, der sich nicht lumpen ließ – The Giving Tree – Shel Silverstein - Die Chroniken von Narnia – Clive Staples Lewis - Eine Reihe betrüblicher Ereignisse – A Series of Unfortunate Events – Lemony Snicket | - Justin Timberlake - Hugh Jackman - Chris Rock |